# الاتحاد الياباني للكريكيت
الاتحاد الياباني للكريكيت (باليابانية: 日本クリケット協会) ، هي اتحاد رياضي ياباني تهتم برياضة الكريكيت ، أنشئت عام 1989م.

## وصلة خارجية
- اليابان كريكت Association official web site